# Данска на Европском првенству у атлетици у дворани 1973.
Данска је учествоваla на 4. Европском првенству у атлетици у дворани 1973. одржаном у Ротердаму, Холандија, 10. и 11. марта.  У четвртом учешћу на европским првенствима у дворани репрезентацију Данске представљала су 2 атлетичара (1 мушкаарац и једна жена) који су учеттвовали у три  дисциплине /две мушке и једна женска)
На овом првенству атлетичари Данске нису освојили ниједну медаљу.
У табели успешности према броју и пласману такмичара који су учествовали у финалним такмичењима (првих 8 такмичара) Данска није имала представника , и заједно са Исландом једине земље које нису имале представника у финалу од 24 земље учеснице.